# Spiel mit dem Tode
Spiel mit dem Tode ist ein US-amerikanischer Spielfilm aus dem Jahr 1948. Er basiert auf dem 1946 erschienenen Roman The Big Clock von Kenneth Fearing.

## Handlung
George Stroud ist der Chefredakteur des Krimimagazins Crimeways. Er versteckt sich hinter der großen Uhr im Gebäude des Janoth-Verlagshauses in New York City und denkt darüber nach, was in den letzten 36 Stunden geschehen ist. 
Bisher hatte George Stroud ein normales Leben als Mitarbeiter des Janoth-Verlagshauses geführt. Sein tyrannischer Chef Earl Janoth forderte jedoch von ihm ständig Überstunden, so dass er in sieben Jahren Ehe nicht einmal seine Hochzeitsreise durchführen konnte. Als er endlich nun Urlaub bekam und mit seiner Frau Georgette auf große Reise gehen wollte, betrinkt er sich und verbringt die Nacht mit Pauline York. Pauline ist die Geliebte von Earl Janoth und hat diesen genauso satt wie George. Die Tour durch New York endet in Paulines Wohnung, wo George betrunken einschläft. Als Pauline bemerkt, dass Earl Janoth zu ihr kommt, bringt sie George aus der Wohnung. Es kommt zum Streit zwischen Janoth und Pauline, wobei Janoth Pauline umbringt. 
Janoth ersucht seinen Mitarbeiter Steve Hagen um Hilfe, der für ihn die Spuren verwischt. George fährt in der Zwischenzeit seiner Frau in den Urlaub nach, erzählt ihr aber nicht, was vorgefallen ist. Am nächsten Tag erhält er einen Anruf von Janoth. George solle sofort zurück nach New York kommen, um einen Mann zu finden, der mit Pauline in der Wohnung war. Er fährt nach New York und findet die tote Pauline in ihrer Wohnung. 
George sieht sich nun selbst unter Mordverdacht und auch seine Frau glaubt, dass er der Mörder von Pauline York ist. Sie fährt ihm nach, trifft ihn und er erklärt ihr die Situation. Georgette glaubt ihm und hilft ihm. Nun muss George gleichzeitig den wahren Täter ermitteln, um sich zu entlasten, und seinem Job nachgehen. George hat Steve Hagen in Verdacht und versteckt sich hinter der großen Uhr im Verlagshaus. Als George versehentlich die Uhr anhält, sind sich Janoth und Hagen sicher, dass sich in der Uhr jemand versteckt hält. George kann Janoths Handlanger Bill jedoch austricksen. 
In der Chefetage beschuldigt George in Gegenwart von Janoth schließlich Hagen als den Mörder. Als dieser mit der Tat konfrontiert wird, beschuldigt er den tatsächlichen Täter Janoth. Janoth erschießt daraufhin Hagen und flieht. Im Fahrstuhlschacht des Verlagshauses stürzt Janoth zu Tode.

## Deutsche Fassungen
Die erste deutsche Synchronfassung entstand bei der Elite Film Franz Schröder GmbH, Berlin. Wolfgang Schick schrieb das Dialogbuch und Ernst Schröder führte Regie. Der Name der Pauline York (Rita Johnson) wurde hier in Paulette geändert. Die zweite deutsche Synchronfassung entstand bei der Bavaria Atelier GmbH, München.
| Figur                 | Darsteller         | Deutscher Sprecher | Deutscher Sprecher (1980) |
| --------------------- | ------------------ | ------------------ | ------------------------- |
| George Stroud         | Ray Milland        | Paul Klinger       | Norbert Langer            |
| Earl Janoth           | Charles Laughton   | Leonard Steckel    | Friedrich W. Bauschulte   |
| Georgette Stroud      | Maureen O’Sullivan | Tatjana Sais       | Viktoria Brams            |
| Steve Hagen           | George Macready    | Paul Wagner        | Reinhard Glemnitz         |
| Pauline York          | Rita Johnson       | Tilly Lauenstein   | Helga Trümper             |
| Louise Patterson      | Elsa Lanchester    | Ethel Reschke      | Kathrin Ackermann         |
| Reporter Klausmeyer   | Harold Vermilyea   | Konrad Wagner      | Leo Bardischewski         |
| Reporter Ray Cordette | Dan Tobin          | Hans Hessling      | Fred Maire                |
| Reporter Nat Sperling | Richard Webb       | Dietrich Haugk     | ?                         |
| Reporter Edwin Orlin  | Luis van Rooten    | Walter Bluhm       | Franz Rudnik              |
| Reporter Bert Finch   | Douglas Spencer    | Eckart Dux         | Leon Rainer               |
| Burt, Barkeeper       | Frank Orth         | Peter Schiff       | Manfred Lichtenfeld       |
| Antiquar              | Henri Letondal     | ?                  | Hans Jürgen Diedrich      |
| Morton Spaulding      | Bobby Watson       | ?                  | Christian Marschall       |

## Kritiken
Bosley Crowther in der New York Times vom 22. April 1948 nannte den Film „temporeich, humorvoll, atmosphärisch und spannungsgeladen.“

„Charles Laughtons vitale Schauspielkunst hebt den bescheidenen Plot auf das Niveau einer intelligenten Kriminalstudie.“

Bei dem US-amerikanischen Kritikerportal Rotten Tomatoes fallen alle neun gelisteten Kritiken grundsätzlich positiv aus. Deren durchschnittliche Bewertung liegt bei 7,8/10.

## Neuverfilmungen
Auf Basis des Romans von Kenneth Fearing entstanden noch zwei weitere Filme: 1976 in Frankreich Police Python 357 von Alain Corneau mit Yves Montand; 1987 in den USA No Way Out – Es gibt kein Zurück von Roger Donaldson mit Kevin Costner in der Hauptrolle. Beide Filme weichen von der Erstverfilmung und der Romanvorlage stärker ab, so spielen sie nicht im Zeitungsmilieu, sondern bei der Polizei bzw. dem Militär.